# Mike Chioda
Mike Joseph Chioda (Willingboro, Nova Jérsia, 1 de agosto de 1966) é um árbitro sênior de wrestling que trabalha atualmente para a All Elite Wrestling (AEW). Chioda é conhecido por ter trabalhado para a WWE durante 31 anos de 1989 até 2020 quando foi despedido.